# 抗凝固薬
抗凝固薬（こうぎょうこやく）は、血液凝固を阻害する薬物である。
血液を固まらせないようにする医薬品（抗血栓薬）のうち、凝固系に対して主に作用するもののことである。体内に投与する場合には、血栓塞栓症の治療と予防やカテーテルの閉塞防止に用いられる。体外においては、人工透析装置や人工心肺装置の体外回路の凝固防止、輸血用血液の保存や血液検査の際に用いられる。

## 治療薬としての抗凝固薬
血栓塞栓症の予防、治療に対して用いる。深部静脈血栓症、心筋梗塞、心房細動、脳卒中、人工弁置換後、冠動脈バイパス術後などに有効である。長期にわたって使用する必要があるので、ワルファリンのような経口投与可能な抗凝固薬を用いる。

## 抗凝固薬の種類

### ビタミンK依存性凝固因子合成阻害薬
クマリン誘導体。凝固因子のうち第II因子 (プロトロンビン)、第VII因子、第IX因子、第X因子合成の補因子 ビタミンKに対する拮抗作用により抗凝固作用をもつ。効果が最大になるまでに投与を開始してから48 - 72時間かかる。即効性を求めるならばヘパリンの併用が望ましい。また、抗凝固効果の判定と出血危険性を判定するため、定期的にプロトロンビン時間を測定する必要がある。次のようなものがある。
- ワルファリン
- アセノクマロール
- フェニンジオン

### 直接トロンビン阻害薬
トロンビンの競合阻害作用を持ち、フィブリノゲンのフィブリンへの転換を抑制する。
ダビガトラン
経口投与。ワルファリンのような定期的効果判定の必要がない (裏を返せば、効果判定の手段がないともいえる)。またワルファリンとのランダム化比較試験では、心房細動 (非弁膜症性) 患者の脳梗塞・その他の塞栓症発症率を同等にする用量では大きな出血の発生率は低く、またワルファリンよりも脳梗塞発症率を低下させる用量では、大きな出血の発症率は同等であった。
アルガトロバン
経静脈投与

### 第Xa因子阻害薬
トロンビンの活性化を促進する第Xa因子 (活性化した第X因子) を阻害する物質。補因子なしに阻害する直接阻害薬と、補因子としてアンチトロンビンIIIを必要とする間接阻害薬がある。

#### 直接第Xa因子阻害薬
いずれも経口投与
- リバーロキサバン
- エドキサバン
- アピキサバン

#### 間接第Xa因子阻害薬
皮下投与
- フォンダパリヌクス

### ヘパリンとヘパリン類似物質
ヘパリンは豚や牛の腸から抽出される。アンチトロンビンIIIの活性作用により抗凝固作用を持つ。血管内投与を行う。

### 体外で用いられる抗凝固薬
次のような目的で抗凝固が行われる
- 血漿と血球を分離するため
- 液体としての流動性を残すため
- 血液凝固因子を消費させないため

EDTA二価の金属イオン（カルシウムイオンもこれである）をキレートする。
クエン酸クエン酸三ナトリウムとして用いられ、カルシウムイオンと結合する。
シュウ酸クエン酸と同様。
フッ化ナトリウムNaF。カルシウムイオンと結合。解糖系を阻害するので血糖測定に用いられる。
ACDAcid Citrate Dextrose Solution。クエン酸とデキストロースを含む。輸血用保存血液に添加される。

## 関連事項
抗血栓薬には他にも、抗血小板薬と血栓溶解薬がある。
- アスピリン等の非ステロイド系消炎鎮痛剤は血小板の凝集を阻害するので血栓形成を抑える効果がある[4]。ワルファリンによってもたらされる出血傾向が増悪するので、ワルファリン服用者が感冒薬等を服用する時は十分注意する必要がある。
- 一度できた血栓を分解するには線溶系の酵素を応用した血栓溶解薬を用いる。
- DICではヘパリンだけでなく、アンチトロンビンIIIの直接投与も行われることがある。

## 類似効果食材
アホエン (ajoene) は、ニンニク (Allium sativum) に含まれる化合物の1つである。抗血栓剤（抗凝固剤）としての作用も持ち、血液中の血小板が血栓を起こすのを防ぐことにより、心臓病や脳梗塞の危険性を減らすとされる。外部リンクも必要に応じ参照のこと。
その他に ナットウキナーゼ、 ルンブロキナーゼ、 ビール、 ビルベリー、 セルリ、 クランベリー、 魚油、 ニンニク、 ショウガ、 銀杏, 人参, 緑茶, セイヨウトチノキ, リコリス、 ナイアシン, タマネギ、 パパイヤ、 ザクロ、 レッドクローバー、 大豆, セントジョーンズワート, ターメリック、 wheat grass、柳の樹皮などがある。

## 副作用
血尿、血便やタール便、突然の激しい頭痛などは、かなり緊急性の高い状況である。ハーバード大学によると、抗凝固薬の副作用は、もちろんその名の通り出血の危険性が高まることである。出血はもちろん脳内出血の場合が一番問題で、血栓症の患者や、股関節置換術を受けた人が何かの拍子に転倒した際に脳内出血を引き起こすことがあり、こうした場合は抗凝固剤を中和する薬が必要になってくる。血尿、血便やタール便、突然の激しい頭痛に限らず、軽度の怪我であっても病院を受診すること。